# ميلاني أودين
ميلاني أودين (بالإنجليزية: Melanie Oudin)‏ مواليد 23 سبتمبر 1991 في جورجيا، الولايات المتحدة، هي لاعبة كرة مضرب أمريكية بدأت مسيرتها كمحترفة سنة 2008 وتحتل حالياً المرتبة 161 (فبراير 9, 2015) في تصنيف رابطة محترفات كرة المضرب. هي إحدى بطلات الجراند سلام. أعلى تصنيف لها كان 31. فازت بجائزة أفضل قادمة جديدة من قبل رابطة محترفات التنس.

## بطولات حققتها
- بطولة أمريكا المفتوحة للتنس

## النهائيات

### نهائيات البطولات الكبرى

#### الزوجي المختلط: 1 (1–0)
| الحصيلة | السنة | البطولة                     | الأرضية | الشريك  | المنافس                    | النتيجة             |
| ------- | ----- | --------------------------- | ------- | ------- | -------------------------- | ------------------- |
| الفوز   | 2011  | بطولة أمريكا المفتوحة للتنس | صلبة    | جاك سوك | جيزيلا دولكو إدواردو شوانك | 7–6(7–4), 4–6, 10–8 |

## الخط الزمني للأداء

### جراند سلام فردي السيدات
| الدورة            | 2008 | 2009 | 2010 | 2011 | 2012 | 2013 | 2014 | 2015 | ف-خ   |
| ----------------- | ---- | ---- | ---- | ---- | ---- | ---- | ---- | ---- | ----- |
| أستراليا المفتوحة |      | د1   | د1   | د1   | ت1   | د1   |      |      | 0–4   |
| فرنسا المفتوحة    |      |      | د1   | د1   | د2   | د2   | ت2   |      | 2–4   |
| بطولة ويمبلدون    |      | د4   | د2   | د1   | د1   | د1   | ت3   |      | 4–5   |
| أمريكا المفتوحة   | د1   | ر.ن  | د2   | د1   | د1   |      | ت3   |      | 5–5   |
| فوز-خسارة         | 0–1  | 7–3  | 2–4  | 0–4  | 1–3  | 1–3  | 0–0  | 0–0  | 11–18 |

## وصلات خارجية
- ميلاني أودين على موقع رابطة محترفات التنس (الإنجليزية)
- ميلاني أودين على موقع الاتحاد الدولي لكرة المضرب (الإنجليزية)
- ميلاني أودين على موقع كأس بيلي جين كينغ (الإنجليزية)
- ميلاني أودين على موقع خلاصة التنس.كوم (الإنجليزية)
- ميلاني أودين على موقع إي إس بي إن.كوم (الإنجليزية)
- الموقع الرسمي